# Trofeo Éric Bompard 2012
El Trofeo Éric Bompard de 2012 fue una competición internacional de patinaje artístico sobre hielo, la quinta del Grand Prix de patinaje artístico sobre hielo de la temporada 2012-2013. Organizada por la federación francesa de deportes sobre hielo, tuvo lugar en París, entre el 15 y el 18 de noviembre de 2012. Se realizaron competiciones en las modalidades de patinaje individual masculino, femenino, patinaje en parejas y danza sobre hielo, y sirvió como clasificatorio para la Final del Grand Prix de 2012.

## Participantes
Los siguientes patinadores tomaron parte en la competición:
| País            | Patinaje masculino                             | Patinaje femenino                                              | Patinaje en pareja                                                | Danza sobre hielo                                                              |
| --------------- | ---------------------------------------------- | -------------------------------------------------------------- | ----------------------------------------------------------------- | ------------------------------------------------------------------------------ |
| Azerbaiyán      |                                                |                                                                |                                                                   | Julia Zlobina / Alexei Sitnikov                                                |
| Bélgica         | Jorik Hendrickx                                |                                                                |                                                                   |                                                                                |
| Canadá          |                                                |                                                                | Meagan Duhamel / Eric Radford                                     | Piper Gilles / Paul Poirier                                                    |
| China           | Jinlin Guan Song Nan                           |                                                                | Peng Cheng / Zhang Hao                                            |                                                                                |
| República Checa | Tomáš Verner                                   |                                                                |                                                                   |                                                                                |
| Estonia         |                                                | Jelena Glebova                                                 |                                                                   |                                                                                |
| Francia         | Florent Amodio Chafik Besseghier Brian Joubert | Léna Marrocco Maé Bérénice Méité                               | Daria Popova / Bruno Massot Vanessa James / Morgan Ciprès         | Pernelle Carron / Lloyd Jones Nathalie Péchalat / Fabian Bourzat               |
| Reino Unido     |                                                | Jenna McCorkell                                                |                                                                   |                                                                                |
| Italia          |                                                |                                                                | Stefania Berton / Ondřej Hotárek                                  | Anna Cappellini / Luca Lanotte                                                 |
| Japón           | Takahito Mura                                  |                                                                |                                                                   |                                                                                |
| Rusia           |                                                | Polina Korobeynikova Yulia Lipnitskaya Yelizaveta Tuktamysheva | Yuko Kavaguti / Aleksandr Smirnov Ksenia Stolbova / Fiódor Klimov | Yekaterina Pushkash / Jonathan Guerreiro Yekaterina Riazanova / Iliá Tkachenko |
| Suecia          |                                                | Joshi Helgesson                                                |                                                                   |                                                                                |
| Estados Unidos  | Jeremy Abbott                                  | Ashley Wagner Christina Gao                                    |                                                                   | Madison Hubbell / Zachary Donohue                                              |

La italiana Carolina Kostner abandonó debido a la falta de entrenamiento, y el estadounidense Johnny Weir por una lesión en la cadera. La pareja alemana Aliona Savchenko y Robin Szolkowy tampoco compitieron por sufrir ella una sinusitis.

## Resumen
El estadounidense Jeremy Abbott ganó el programa corto en patinaje individual masculino, seguido del japonés Takahito Mura y el francés Brian Joubert. Mura acabó segundo también en el programa libre, pero las dos puntuaciones combinadas lo dejaron en primer lugar, mientras que Abbott obtuvo la medalla de plata y Florent Amodio, de Francia, subió al tercer puesto desde el séptimo en el programa corto tras ganar el programa libre. Jorik Hendrickx se lesionó el tobillo durante una sesión de entrenamiento y tuvo que abandonar.
La rusa Yúliya Lipntískaya ganó el programa corto en patinaje individual femenino a pesar de un esgunce en el tobillo, por delante de la estadounidense Ashley Wagner y su compatriota Yelizaveta Tuktamysheva. Wagner ganó el programa libre y obtuvo su segundo título en la serie del Grand Prix; Tuktamysheva remontó una posición y consiguió la medalla de plata, y Lipnítskaia acabó con el bronce.
La pareja rusa de Yuko Kavaguti y Aleksandr Smirnov acabó con una ventaja de más de cuatro puntos sobre los canadienses Meagan Duhamel y Eric Radford en el programa corto. Los chinos Peng Cheng y Zhang Hao les siguieron en la tercera posición. En el programa libre, Kavaguti y Smirnov fueron segundos, pero ganaron la medalla de oro. Duhamel y Radford ganaron el programa libre y la medalla de plata, y la pareja italiana Stefania Berton y Ondrej Hotarek adelantó dos puestos para terminar tercera.
En danza sobre hielo, los franceses Nathalie Pechalat y Fabian Bourzat ganaron la danza corta, por delante de los italianos  Anna Cappellini y Luca Lanotte y los rusos Yekaterina Riazanova e Iliá Tkachenko. Pechalat y Bourzat ganaron también la danza libre y el título. Cappellini y Lanotte fueron cuartos en la danza libre, pero lograron mantenerse en el segundo puesto general. Riazanova y Tkachenko ganaron la medalla de bronce.